# Solingen-Mitte
| Solingen Stadtbezirk Mitte                 | Solingen Stadtbezirk Mitte                |
| ------------------------------------------ | ----------------------------------------- |
| Stadtwappen von Solingen                   | Lage des Stadtbezirks innerhalb Solingens |
| Geographische Lage:                        | 51° 10′ N, 7° 5′ O                        |
| Fläche:                                    | 12,51 km²                                 |
| Einwohner:                                 | 43.630 (31. Dezember 2023)                |
| Bezirksbürgermeister:                      | Hansjörg Schweikhart (CDU)                |
| Stellvertretende Bezirksbürgermeisterin:   | Helga Bisier (GRÜNE)                      |
| 2. Stellvertretender Bezirksbürgermeister: | Horst Janke (FDP)                         |
| Website:                                   | www.ratsportal.solingen.de/               |

Solingen-Mitte ist einer der fünf Stadtbezirke sowie ein Stadtteil der bergischen Großstadt Solingen. Er ist mit rund 44.000 Einwohnern der einwohnerstärkste Solinger Bezirk. Er umfasst die Solinger Innenstadt, die Nordstadt sowie nördlich der Krahenhöhe auch Teile der Südstadt, östlich und westlich der Innenstadt aber auch einige Außenbezirke, darunter Kohlfurth, Müngsten oder Gönrath.
Bezirksbürgermeister ist seit Herbst 2020 Hansjörg Schweikhart (CDU), stellvertretende Bezirksbürgermeisterin ist Helga Bisier (GRÜNE).
Die Solinger Innenstadt bildet einen wichtigen Einzelhandelsstandort, auch viele der für Solingen bedeutsamen öffentlichen Einrichtungen befinden sich in Solingen-Mitte, wie etwa das Rathaus, das Amts- und das Arbeitsgericht oder das Theater und Konzerthaus. Ansonsten dominieren in dem Stadtbezirk die Wohngebiete. Auch einige Grün- und Parkanlagen von Bärenloch bis Volksgarten befinden sich in Solingen-Mitte.

## Geographie

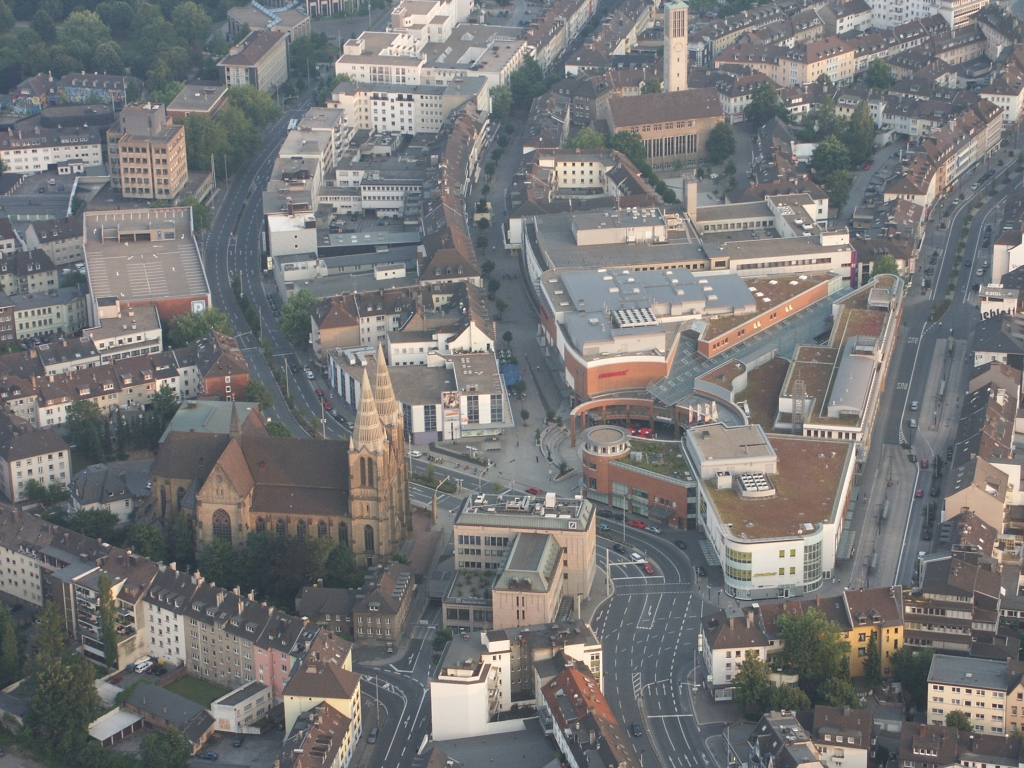
Solingen-Mitte

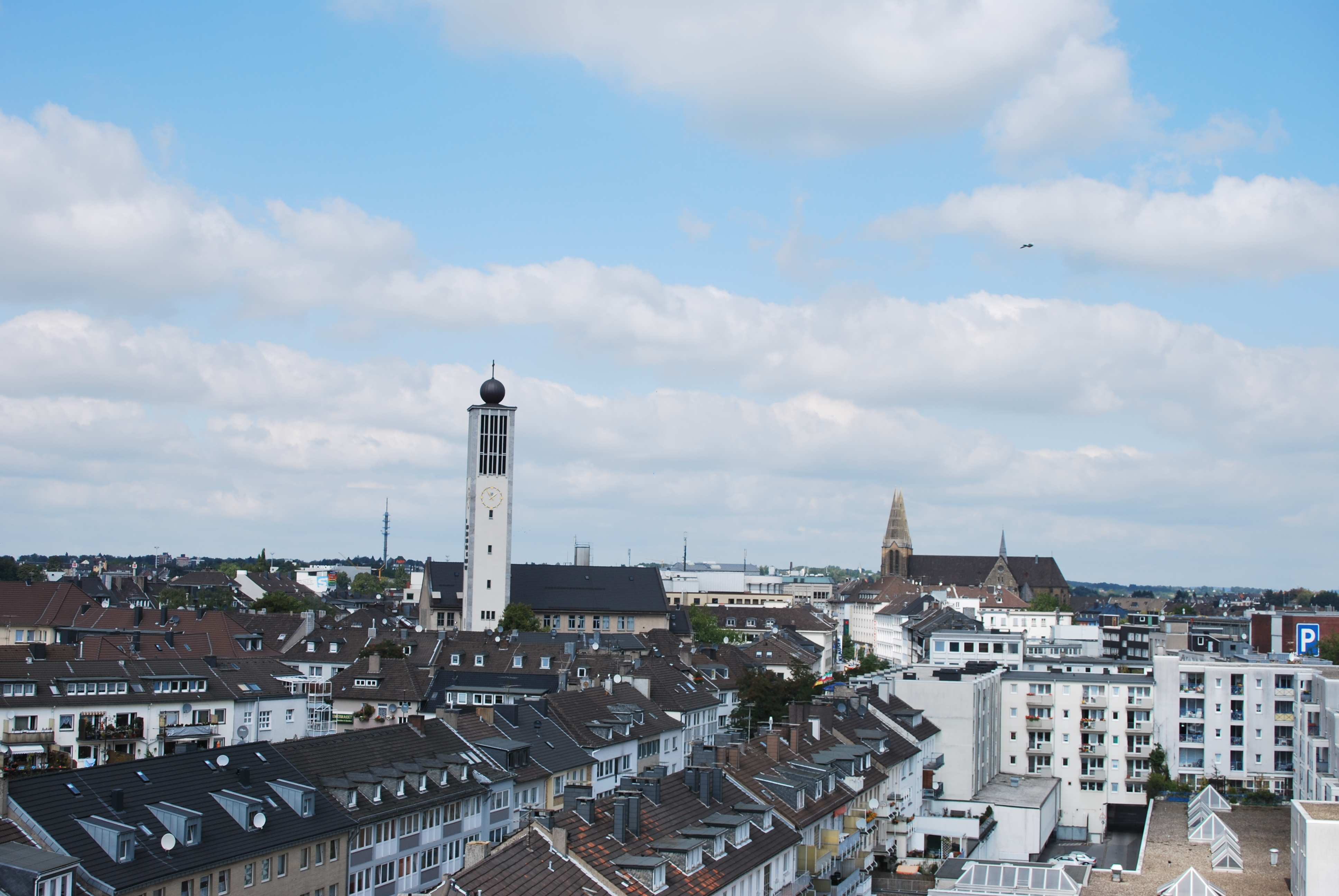
Blick über die wiederaufgebaute Solinger Innenstadt

### Geographische Lage
Solingen-Mitte liegt im Nordwesten der Bergischen Hochflächen am Übergang vom Ohligser Terrassenriedel zur Solinger Hochfläche. Der Kernbereich der heutigen Solinger Innenstadt liegt dabei auf dem höchsten Punkt (= Plateau) eines von Nord nach Süd verlaufenden Höhenrückens auf rund 225 Meter über NHN. Die Topographie fällt nach Osten zum Fluss Wupper auf teils bis zu 110 Meter über NHN ab. Von West nach Ost zerschneiden zahlreiche Bachläufe das Gelände, die die Solinger Hochfläche in Richtung der Wupper entwässern.:1
Nach (Nord-)Westen hin fällt das Gelände von der Innenstadt zu der Talsenke am Weyersberg demgegenüber nur geringfügig ab. Die Bebauung konzentriert sich dort hauptsächlich entlang der beiden Höhenrücken zwischen Nacker Bach und Viehbach (= entlang der heutigen Mangenberger Straße) sowie zwischen Viehbach und Lochbach (= entlang der heutigen Kronprinzenstraße/Beethovenstraße). Dabei haben die zahlreichen Bäche die Entstehung des Solinger Klingenhandwerkes begünstigt, die Ausbildung von Verkehrswegen aber erschwert.:1
Den Stadtbezirk Mitte begrenzt heute nach Süden von Nacken bis zum Bahnhof Mitte die Bahnstrecke Solingen–Remscheid, dann die Bundesstraße 229 bis zur Stadtgrenze bei Müngsten. Solingen-Mitte grenzt dabei in südliche Richtung an den Stadtbezirk Burg/Höhscheid. Die Bezirksgrenze folgt der Stadtgrenze nach Wuppertal, die nach Norden dem Verlauf der Wupper folgt. Bei Kohlfurth verläuft die Grenze des Stadtbezirks Mitte dann entlang des Fleußmühler Baches bis in das Bärenloch. Nördlich grenzt Solingen-Mitte dabei an Gräfrath. Ab dem Schlagbaum verläuft die Grenze des Stadtbezirks ein kurzes Stück entlang der Korkenziehertrasse bis zum Botanischen Garten, bevor sie in westliche Richtung dem Verlauf des Lochbachs bis zur Scheider Mühle folgt. Die Grenze des Stadtbezirks verläuft dann in südliche Richtung entlang der Höher und der Untengönrather Straße bis zum Viehbach, ehe sie bei Nacken wieder in südliche Richtung verläuft und dort wieder auf die Bahnstrecke trifft.

### Stadtstruktur und Ortsbild
Der Kernbereich der Solinger Innenstadt sowie Teile der Südstadt und von Mangenberg wurden im Zweiten Weltkrieg durch die Luftangriffe auf Solingen im November 1944 fast vollständig zerstört und in den 1950er und 1960er Jahren im funktionalen Stil der Nachkriegsmoderne wieder aufgebaut. Der Wiederaufbau erfolgte nach den Grundzügen der Solinger Altstadt rund um die Hauptstraße, die ab 1969 zur Fußgängerzone umgewidmet wurde. Allerdings wurden einige Straßen verbreitert und diverse Straßenverläufe begradigt. Die Nordstadt war von den Luftangriffen kaum betroffen, so dass sich dort einige historische Bausubstanz aus der Zeit der Stadterweiterung im späten 19. Jahrhundert erhalten hat.
In den Außenbezirken der Stadt herrschte ursprünglich eine weilerartige Besiedlung in Form von Hofschaften vor, die sich durch die zerklüftete Topographie teilweise bis heute erhalten hat. Im Bereich Meigen und Feld südöstlich der Innenstadt sind die einstigen Hofschaften nahezu vollständig in der geschlossenen Bebauung aufgegangen. Wo es die Geländeform zuließ, verdichtete sich die Bebauung außerhalb der Kernstadt zu geschlossenen Wohnvierteln, etwa am Kannenhof, am Mangenberg oder an der Hasseldelle.
Da es lange Zeit keine klare räumliche Trennung zwischen Wohnen und Industrie gegeben hat, siedelten sich viele Industriebetriebe an den Hauptausfallstraßen außerhalb der Kernstadt an, etwa am Birkenweiher, an der Kronprinzenstraße, der Schützenstraße, der Kuller Straße oder an der Straße Stöcken. Bedingt durch den Strukturwandel und die Deindustrialisierung ab den 1980er Jahren liegen heute einige ehemals industriell genutzte Flächen brach, sollen aber teils einer neuen gewerblichen Nutzung zugeführt werden, wie beispielsweise der alte Firmensitz der Firma Rasspe. Erst ab den 1990er Jahren wurden am Mangenberg und in den 2000er Jahren am Südpark sowie am Gleisdreieck räumlich abgegrenzte Gewerbegebiete ausgewiesen.

### Ortsteile und Wohnplätze

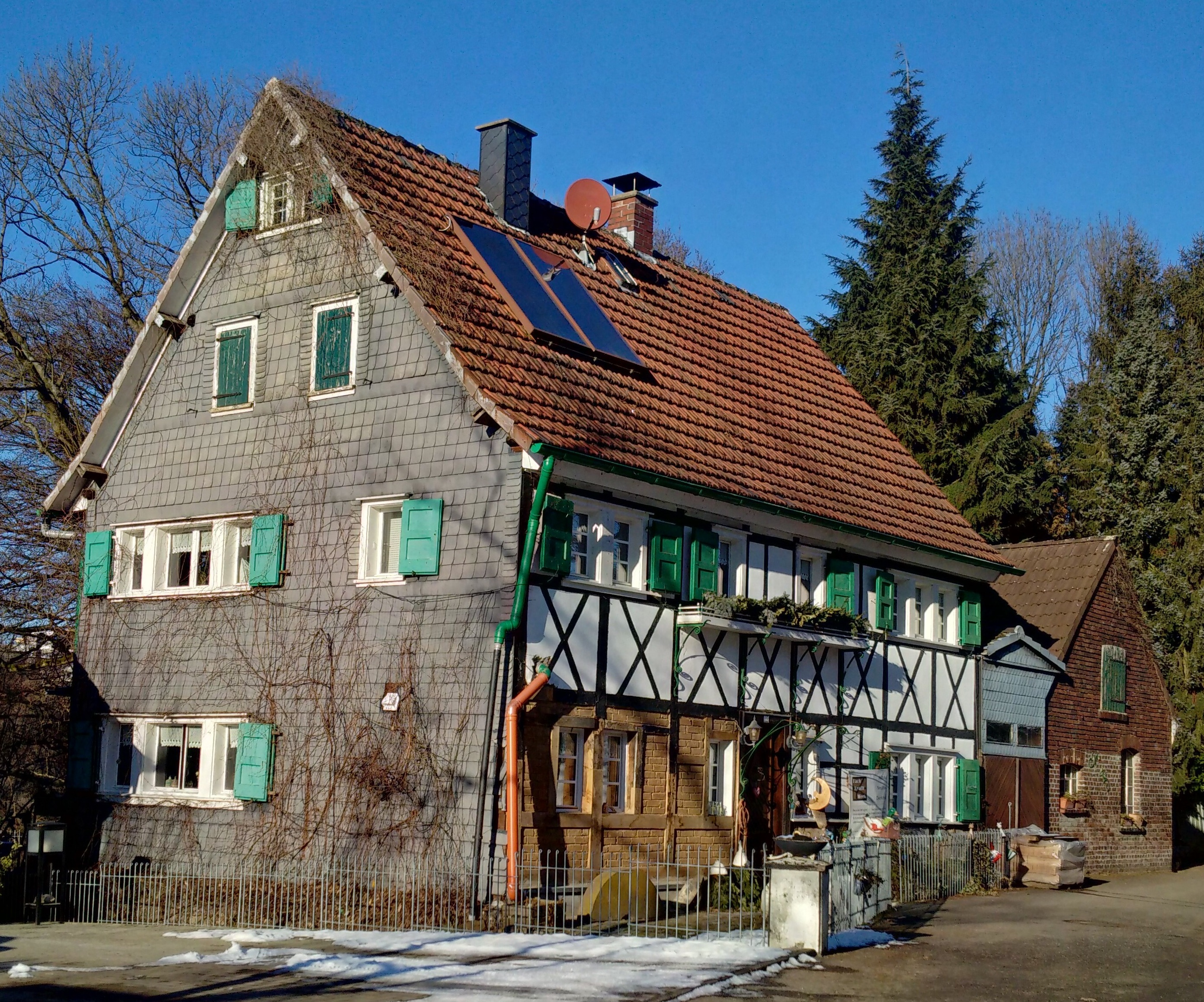
Fachwerkhaus in der Hofschaft Theegarten

Neben dem Kernbereich der Solinger Innenstadt gehören zum Stadtbezirk Solingen-Mitte folgende Ortsteile und Wohnplätze:
Altenbau | Bellenhäuschen | Büschberg | Dickenbusch | Dingshaus | Eick | Erbenhäuschen | Eulswaag | I. Feld | II. Feld | III. Feld | IV. Feld | Felsenkeller | Fleußmühle | Geilenberg | Grunenburg | Halfeshof | Hasseldelle | I. Heidberg | II. Heidberg | Höfchen | Hoffnung | Jakobshäuschen | Kannenhof | Kirschbaumer Hof | Kirschbaumshöhe | Klauberg | Im Klauberg | Kleinenberg | Kohlfurth | Kotten | Krahenhöhe | Kullen | Lehn | Mangenberg | Meigen | Mittelgönrath | Nacken | Neuenkulle | Obengönrath | Papiermühle | Potshaus | Schlagbaum | Schrodtberg | Stöcken | Stöckerberg | Südpark | Theegarten | Untengönrath | Untenscheidt | Vorspel | Waardt | Werwolf | Weyersberg | Windfeln

## Geschichte

### Geschichte bis zur Städtevereinigung
Das Bergische Land blieb aufgrund seiner dichten Wälder und des unwegsamen Geländes lange Zeit nahezu unbesiedelt, im Solinger Raum ließen sich vermutlich im 8. oder 9. Jahrhundert die ersten Siedler nieder. Den Ausgangspunkt der späteren Siedlung Solingen bildete die Anlage eines Fronhofes. Am Ende des 10. Jahrhunderts bestand bereits eine erste Saalkirche in unmittelbarer Nähe des Fronhofes, aus der später die Evangelische Stadtkirche hervorging. Nur langsam entwickelte sich aus dem Ort ein Dorf.:2

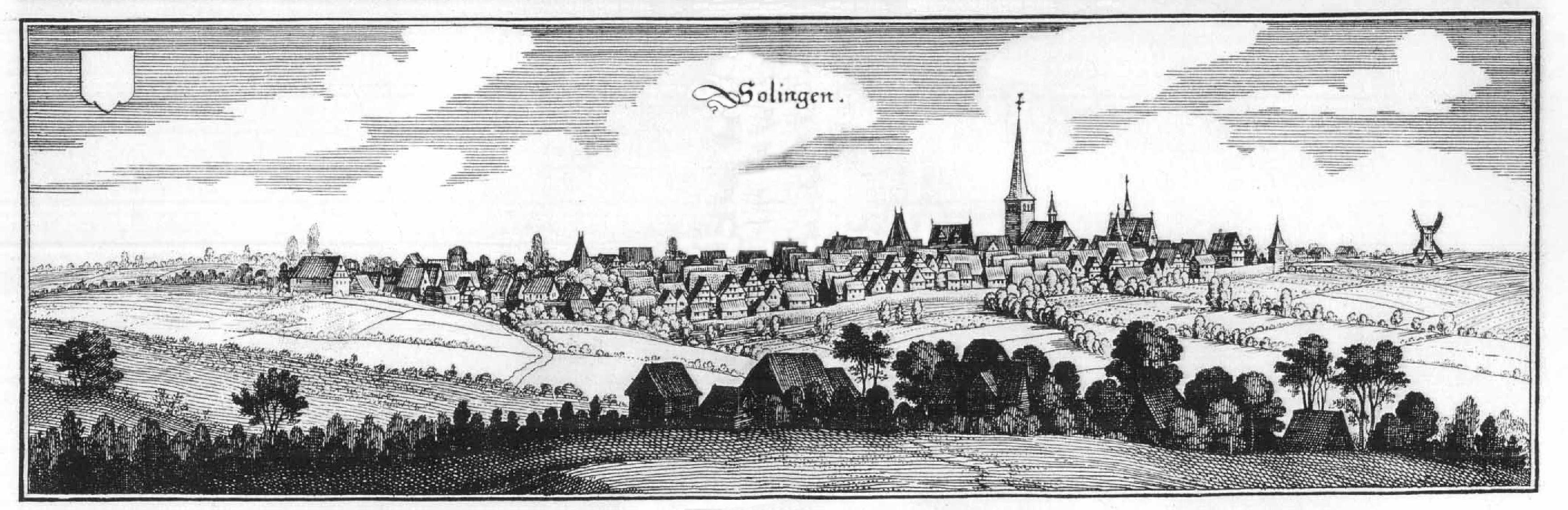
Stadt Solingen im 17. Jahrhundert

Im Jahre 1374 bekam Solingen die Stadtrechte verliehen, was die Siedlungsentwicklung beschleunigte. Ab 1450 wurde der innere Stadtring rund um den Fronhof, seine Ländereien und die Kirche sowie die angrenzenden Wohn- und Geschäftshäuser durch eine Stadtmauer vor feindlichen Militärs befestigt. Der 1374 gefreite Wochenmarkt befand sich am Dreieck außerhalb dieser Stadtmauer. Nördlich der befestigten Stadt, am heutigen Mühlenplatz, entstand 1515/1516 die Stadtwindmühle. Zwischen den nördlichen Mauern und der Windmühle befand sich der 1527 erstmals erwähnte Altenberger Grashof. Das Gelände rund um den Fronhof wurde in der zweiten Hälfte des 16. Jahrhunderts in Erbpacht gegeben und dicht bebaut. Nördlich der Stadtmauer verhinderte die Windmühle eine dichtere Bebauung, stattdessen breitete sich die Bebauung in südliche Richtung entlang der Ausfallstraßen aus.:2 Der Stadtwall wurde ab 1690 zur Bebauung freigegeben, Anfang des 19. Jahrhunderts wurden die Stadttore niedergelegt. Schwere Stadtbrände, die große Teile der Häuser und teils auch die öffentlichen Gebäude zerstörten, wüteten unter anderem 1535 und 1581 in der Stadt.:3
Im Jahre 1889 wurde die benachbarte Stadt Dorp nach Solingen eingemeindet, wodurch sich das Stadtgebiet in südliche und östliche Richtung erheblich erweiterte. 1889/1890 wird der Neumarkt mit einer Markthalle ausgestattet. Nach dem Ersten Weltkrieg wurden die Höhenrücken in Richtung, Krahenhöhe, Cronenberg, Gräfrath, Merscheid, Wald und Höhscheid entlang den Ausfallstraßen teils auch dichter bebaut. Eine Entwicklung, die durch den 1929 erfolgten Zusammenschluss der Städte des oberen Kreises Solingen zur neuen Großstadt Solingen noch begünstigt wurde, die auch die Grenzgebiete am Schlagbaum nach Norden, am Mangenberg nach Westen oder am Grünewald nach Süden baulich zusammenwachsen konnten.:3

### Geschichte seit der Städtevereinigung
Nach der Städtevereinigung wurden in Solingen-Mitte einige Infrastrukturprojekte verwirklicht, darunter der Ausbau der Kreuzung Schlagbaum, der Bau der August-Dicke-Schule bis 1930 sowie zahlreiche Straßenbaumaßnahmen, die als Notstandsprojekte unter der nationalsozialistischen Diktatur durchgeführt wurden. In diesem Rahmen wurde etwa ab 1934 der Frankfurter Damm gebaut.:6, 10 Anfang der 1930er Jahre erwarb die Stadt Solingen in der Nordstadt die Gebäude der insolventen Waffen- und Fahrradfabrik Weyersberg, Kirschbaum & Cie. (WKC) und richtete in den Verwaltungsgebäuden ab 1937 das Rathaus ein, das somit in unmittelbarer Nähe zum Stadthaus an der Potsdamer Straße lag.:13 Als eines der Industriezentren des Rheinlandes war Solingen stark gefährdetes Ziel des Luftkriegs der Alliierten im Zweiten Weltkrieg, blieb aber bis 1944 weitgehend verschont. In zwei Großangriffen am 4. und 5. November 1944 wurde die Solinger Altstadt sowie Teile der Südstadt schließlich doch noch getroffen und fast vollständig zerstört.:3 Auch große Teile der Infrastruktur wurden zerstört, darunter zahlreiche öffentliche Gebäude und das Straßenbahnnetz. 

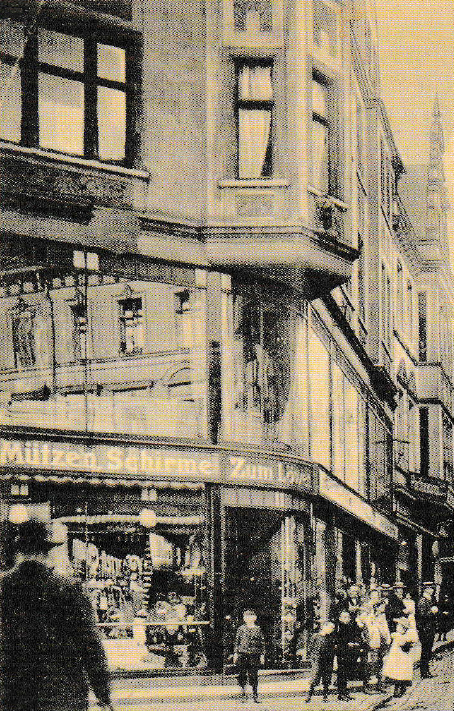
Wohn- und Geschäftshaus am Entenpfuhl (vor 1944)
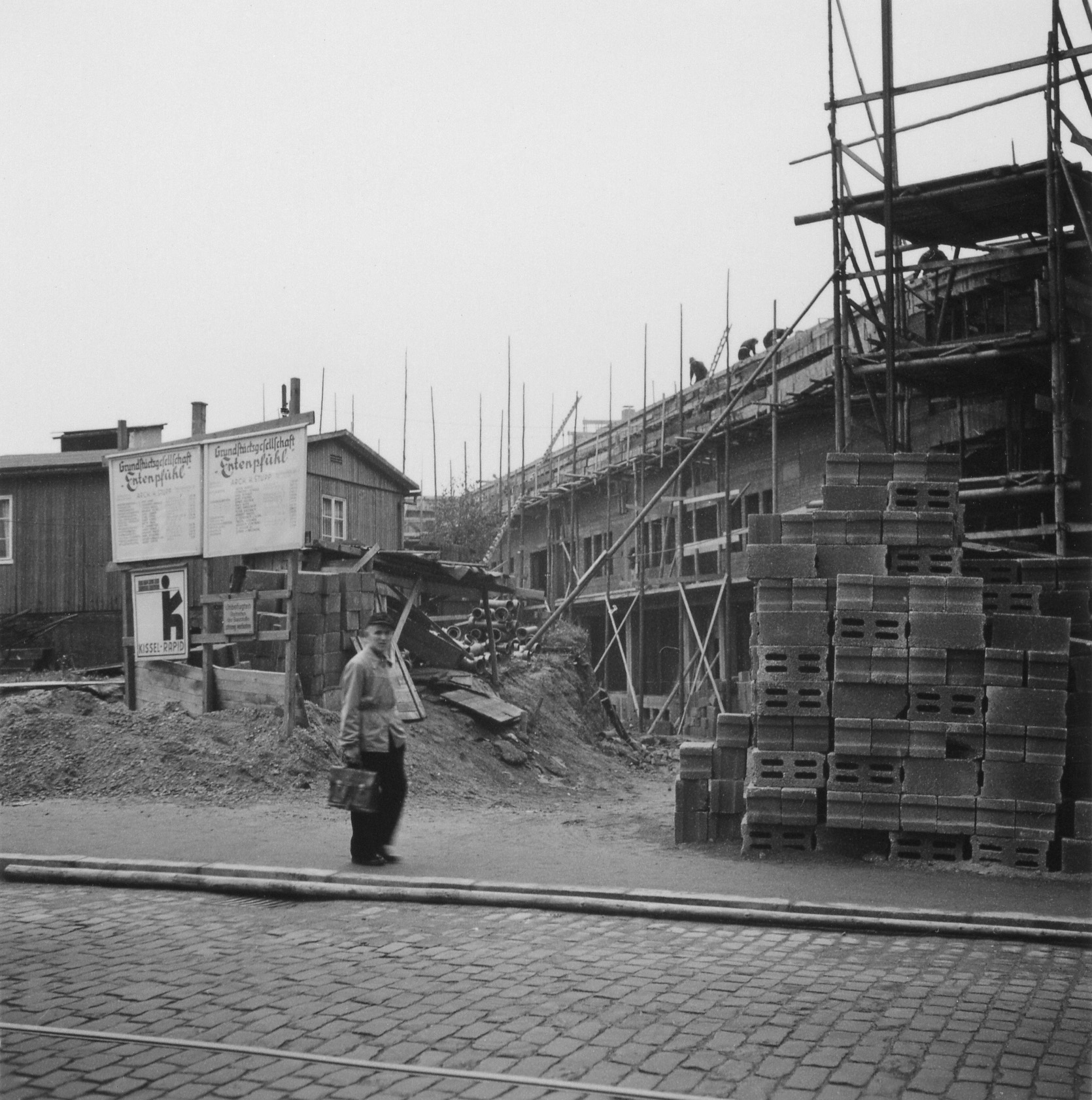
Wiederaufbau am Entenpfuhl (1950er)
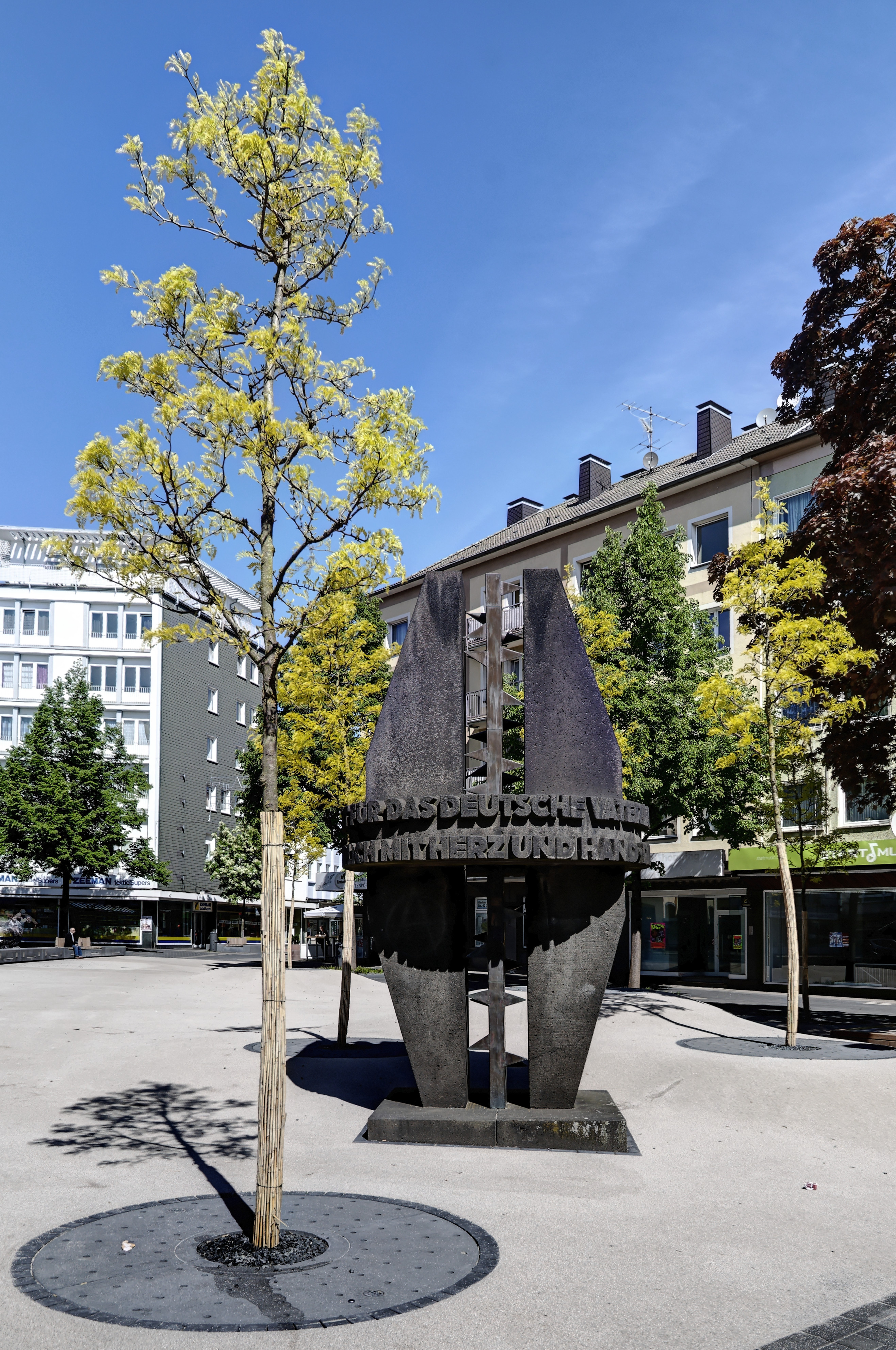
Entenpfuhl mit Denkmal (2015)

Bis zum Jahr 1950 wurden die Trümmer abgetragen, bevor hauptsächlich in den 1950er Jahren der Wiederaufbau der Innenstadt nach Plänen der ehemaligen Solinger Altstadt erfolgte. Der Neubau der zerstörten evangelischen Stadtkirche am Fronhof wurde 1956 fertiggestellt, die letzte Baulücke der unteren Hauptstraße schloss Ende 1963 der Neubau des Versandhauses Quelle. Als beinahe einzige große Straße ohne historisches Vorbild wurde die Goerdelerstraße als Umgehungsstraße zur Hauptstraße neu gebaut. Bereits 1950 eröffnete am Neumarkt das neugebaute Monopolkino, das erste große Neubauprojekt in der Innenstadt nach dem Krieg.:24ff.

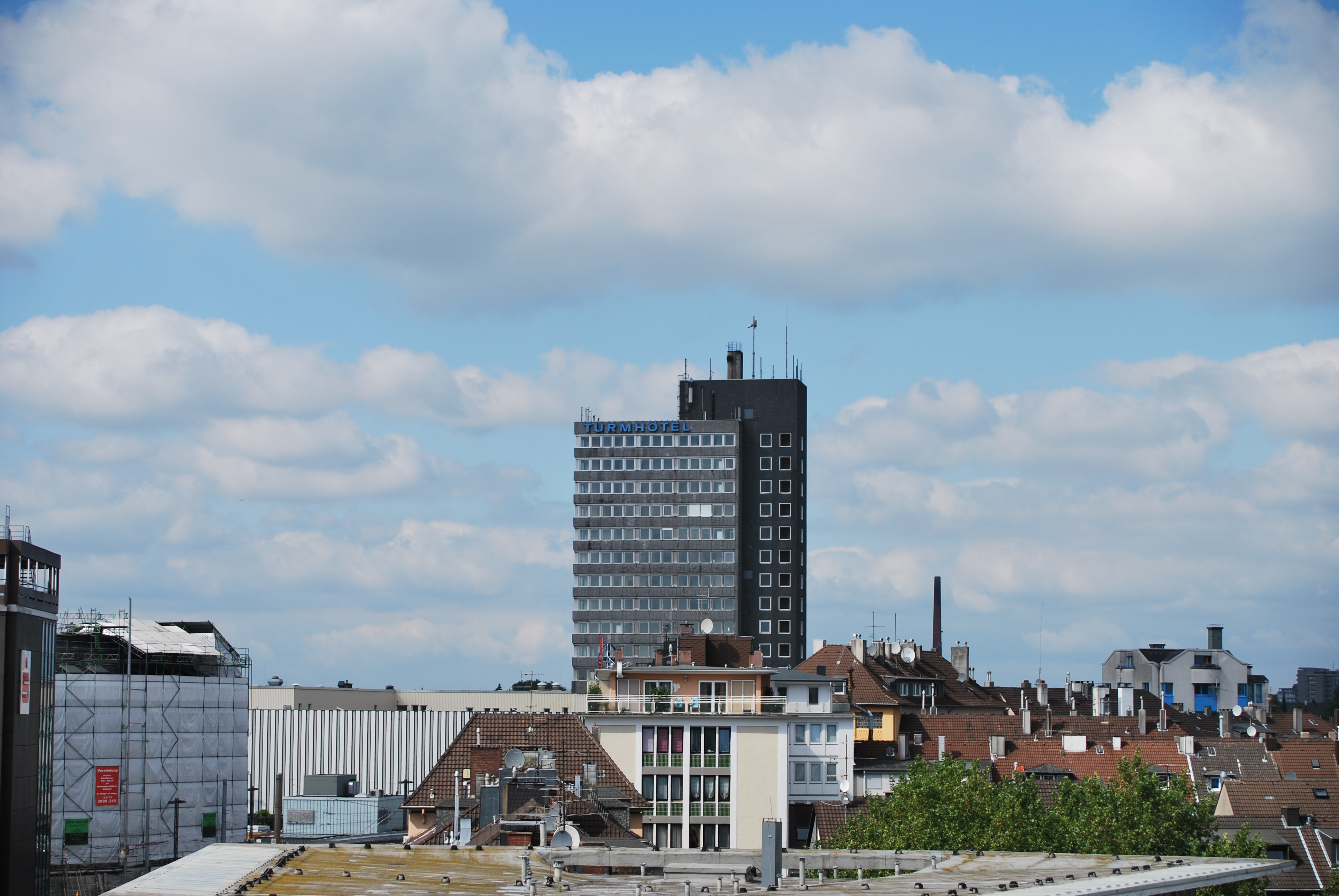
Das 2011 gesprengte Turmhotel

1957 brannte die Stadthalle in der Nordstadt ab. Zwischen 1960 und 1963 wurde an gleicher Stelle das Theater und Konzerthaus errichtet.:13 Teile der Nordstadt mussten ab 1962 weichen, da die Stadt Solingen die damalige Hauptstraße (heute Konrad-Adenauer-Straße) verbreitern und hinter dem WKC-Gebäude ein neues Rathaus errichten wollte. Der Rathausneubau kam jedoch damals nicht zustande. Ab 1967 begannen die Planungen für den Abriss des Monopolkinos und den Neubau eines Warenhauses an gleicher Stelle, das neue Karstadt-Warenhaus mit dem Turmhotel konnten schließlich am 13. Mai 1969 Eröffnung feiern. Ebenfalls 1969 konnte die zur Fußgängerzone umgebaute Hauptstraße als Teil der neuen autofreien Innenstadt eingeweiht werden. Bis zum Jahr 1971 entstand mit der Hasseldelle ein neuer Stadtteil auf der grünen Wiese. Im Jahre 1977 eröffnete das Bekleidungshaus C&A seine Filiale am Neumarkt.:45ff.
Im Jahre 1993 ereignete sich der Mordanschlag von Solingen, bei dem in einem Haus in der Solinger Nordstadt fünf Menschen durch einen ausländerfeindlichen Brandanschlag ihr Leben lassen mussten. Ab 1995 wurden die Pläne zur Umgestaltung des Mühlenplatzes ausgearbeitet, auf dem das erste große Einkaufszentrum der Stadt, die Clemens-Galerien, entstehen sollten. Die Baumaßnahmen konnten zu Beginn des Jahres 2000 abgeschlossen werden. Die wirtschaftliche Rezession zwang ab den 1980er Jahren auch einige Unternehmen aus Solingen-Mitte in die Insolvenz, darunter die Betriebe Kieserling & Albrecht sowie Rasspe, was die Arbeitslosenzahlen in die Höhe steigen ließ.:45ff.
Im Rahmen der Regionale 2006 wurden der Graf-Wilhelm-Platz und der Neumarkt neu gestaltet, der alte Solinger Hauptbahnhof stillgelegt und das ganze ehemalige Bahn-Areal zum Südpark umgestaltet. Das Karstadt-Warenhaus schloss am 31. August 2008 seine Pforten, das Gebäude wurde ab 2010 abgerissen und das Turmhotel im Dezember 2011 gesprengt. An dieser Stelle entstand das neue Einkaufszentrum Hofgarten, das 2013 eröffnet wurde. Das Warenhaus Kaufhof schloss seine Solinger Filiale im Jahr 2018, zusammen mit dem Nachbargebäude soll es abgerissen werden und durch einen Neubau ersetzt werden.

## Politik

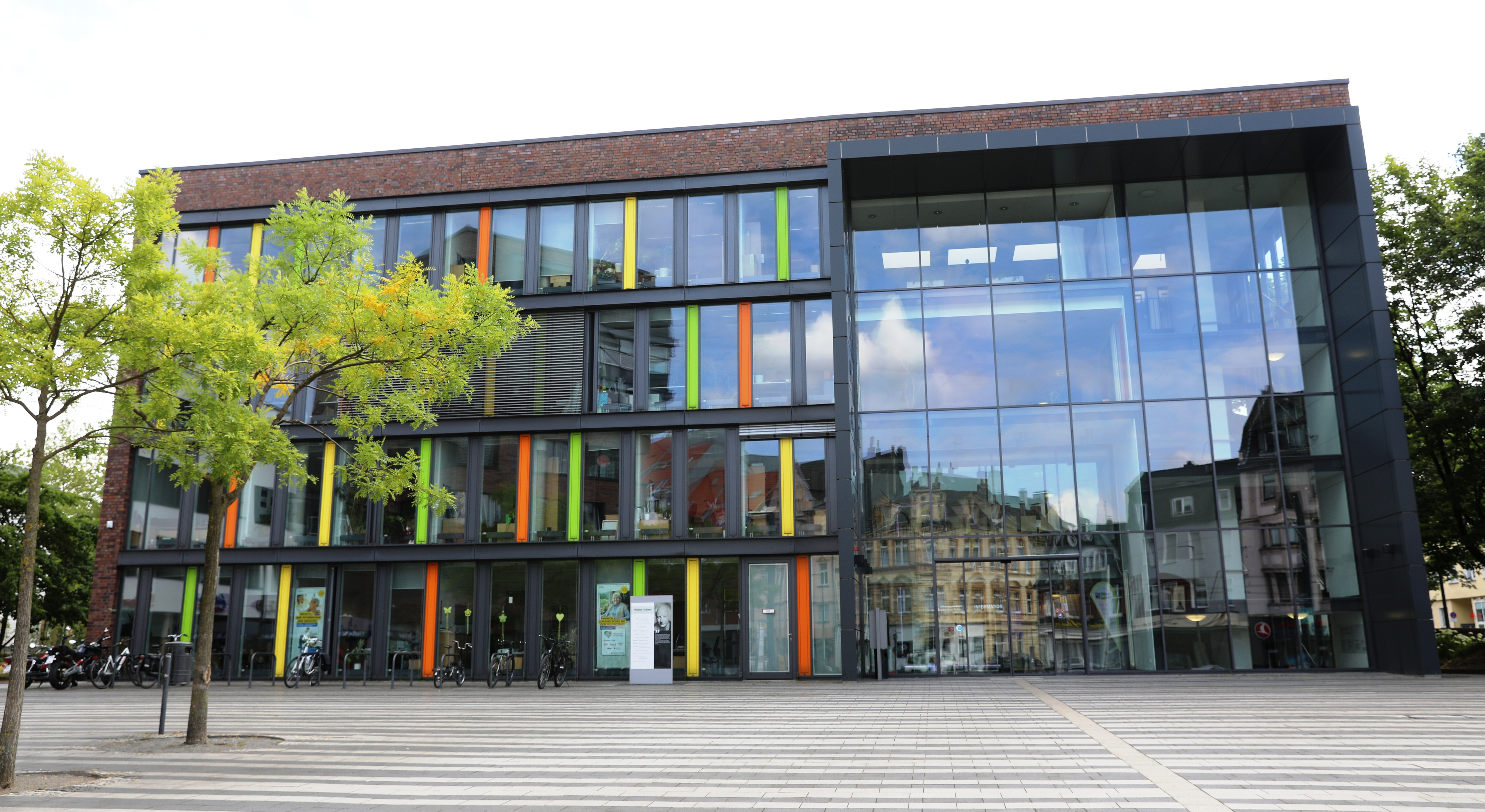
Rathaus Solingen

Solingen-Mitte ist neben Gräfrath, Wald, Burg/Höhscheid und Ohligs/Aufderhöhe/Merscheid einer der fünf Solinger Stadtbezirke. Der Bezirk verfügt über eine Bezirksvertretung mit 15 stimmberechtigten Mitgliedern. Bezirksbürgermeister ist Hansjörg Schweikhart (CDU), stellvertretende Bezirksbürgermeisterin ist Helga Bisier (GRÜNE). Bei den Kommunalwahlen in Nordrhein-Westfalen 2020 wurde die SPD mit fünf Sitzen stärkste Kraft in der Bezirksvertretung Mitte. Außerdem sind die CDU, die Grünen, die BfS, die Linke, die FDP sowie die AfD in dem Gremium mit mindestens einem Sitz vertreten. Die Verwaltung der Bezirksvertretung übernimmt die zentrale Bezirksverwaltungsstelle, die für alle Solinger Stadtbezirke zuständig ist und im Rathaus in Solingen-Mitte angesiedelt ist.
| Sitzverteilung in der Bezirksvertretung Mitte 2020Insgesamt 15 Sitze - Linke: 1 - SPD: 5 - Grüne: 2 - BfS: 1 - CDU: 4 - FDP: 1 - AfD: 1 Bezirksvertretungswahl 2020in Prozent %403020100 30,327,416,67,15,55,33,74,1 SPDCDUGrüneAfDFDPLinkeBfSSonst.Gewinne und Verlusteim Vergleich zu 2014 %p 8 6 4 2 0 −2 −4 −6−0,9−4,5+6,1+7,1+1,1−1,6−5,8SPDCDUGrüneAfDFDPLinkeBfSSonst. |

## Wirtschaft

### Produzierendes Gewerbe

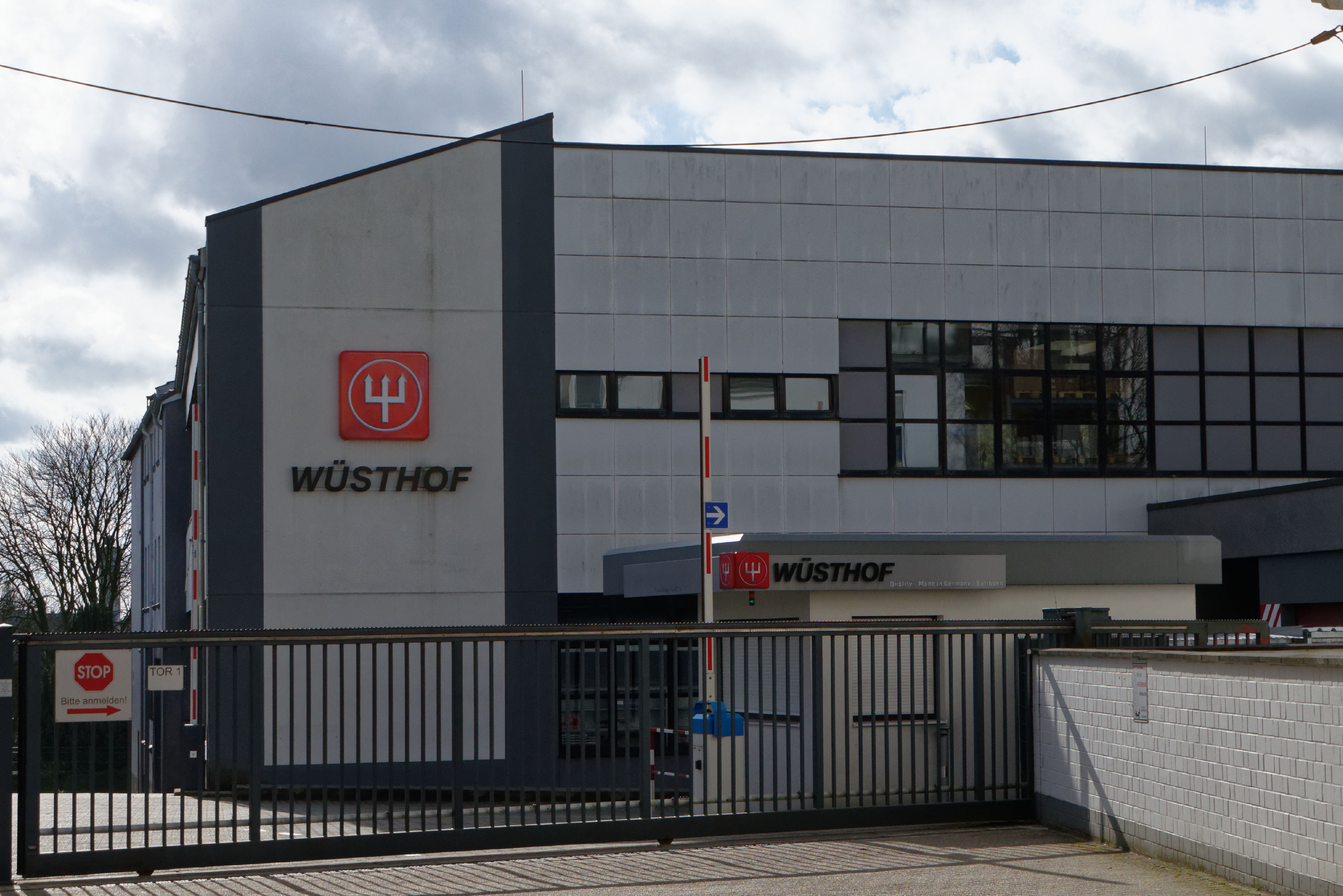
Firmensitz von Wüsthof in Solingen-Mitte

Die Fertigung von Klingen, die in Solingen seit dem 13. Jahrhundert nachweisbar ist,:15 bildet auch heute noch einen bedeutsamen Wirtschaftszweig in der Klingenstadt, wie der offizielle Beiname der Stadt Solingen lautet. Kleine und große Betriebe der Schneidwarenindustrie sind in allen Stadtteilen vertreten, so auch in Solingen-Mitte. Eines der bekanntesten Unternehmen ist die Firma Wüsthof, die ihren Hauptsitz und eines von drei Solinger Werken in der Nordstadt unterhält. Weitere im Stadtbezirk Mitte ansässige Betriebe der Branche sind Wilkinson Sword (Rasierbedarf), Böker und Nesmuk (beide Messer), Pfeilring (Maniküreinstrumente) und Hauptner+Herberholz (u. a. Veterinärinstrumente).
Auch andere Wirtschaftsunternehmen haben in Solingen-Mitte ihren Sitz. Darunter sind beispielsweise das Unternehmen Brangs + Heinrich aus der Verpackungsbranche sowie metallverarbeitende Betriebe wie die Firma Forst, die sich auf Räumtechnik spezialisiert hat, oder die Gießerei Piel & Adey.
Der seit den 1980er Jahren einsetzende industrielle Strukturwandel erfasste auch einige Großbetriebe aus Solingen-Mitte, so etwa 1998 die Maschinenfabrik Kieserling & Albrecht am Rande des heutigen Südparks oder 1999 die Landmaschinenfabrik Rasspe am Stöcken. Die heute teilweise leerstehenden Fabrikareale bieten aus städtebaulicher Sicht wertvolle Potentiale. So soll das Rasspe-Gelände zum modernen Gewerbegebiet Stöcken 17 entwickelt werden und das Kieserling-Gelände in zentraler Lage zwischen Südpark und Innenstadt einer neuen Mischnutzung aus Wohnen, Gewerbe und Freizeit zugeführt werden.

### Dienstleistungen
In Solingen-Mitte entwickelt sich vermehrt auch der Dienstleistungssektor. Die Innenstadt, traditionell Verwaltungszentrum mit vielen öffentlichen Gebäuden, wurde durch den Neubau des Rathauses in der Nordstadt gestärkt. Städtische Unternehmen wie die Stadt-Sparkasse Solingen und die Stadtwerke Solingen haben in Solingen-Mitte ihren Hauptsitz. Als größtes Medienhaus in Solingen hat das im B. Boll-Verlag erscheinende Solinger Tageblatt seinen Sitz in der Solinger Innenstadt. Die Wirtschaftsauskunftei Creditreform unterhält ihren für das Bergische Land zuständigen Standort in der Nordstadt. Der Solinger Spar- und Bauverein, die zweitgrößte Wohnungsbaugenossenschaft des Rheinlandes, unterhält ihre Hauptverwaltung ebenfalls in der Solinger Innenstadt.

### Einzelhandel

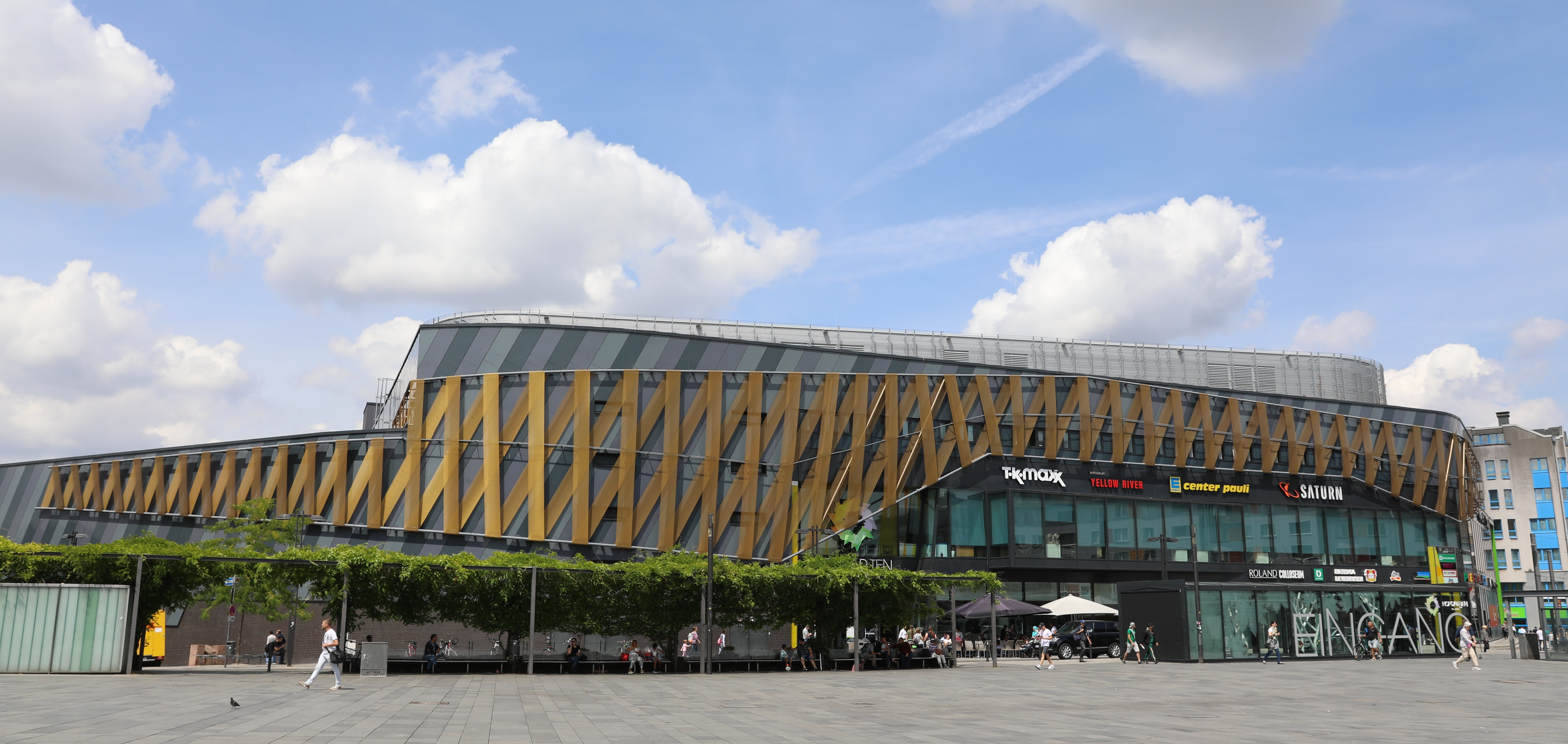
Das Einkaufszentrum Hofgarten

Die Solinger Innenstadt ist neben Ohligs und Wald eines der Zentren für den Einzelhandel in Solingen. Den historischen Kern der Einzelhandelslandschaft in der Innenstadt bildet die Fußgängerzone, die sich auf der Hauptstraße vom Entenpfuhl im Süden bis zum Mühlenplatz im Norden erstreckt. Außerdem umfasst sie einige Nebenstraßen und -plätze, wie den Alten Markt oder den Fronhof. Mit der Eröffnung des Einkaufszentrums Clemens-Galerien am Mühlenplatz im Jahr 2000 verlagerte sich der Schwerpunkt der Einzelhandelsgeschäfte allmählich auf die obere Hauptstraße. Die Eröffnung des Einkaufszentrums Hofgarten bewirkte ab 2013 wiederum eine Verschiebung der Kundenströme in Richtung der Kölner Straße und des Neumarktes, wodurch zunächst die untere Hauptstraße und später auch die obere Hauptstraße mit Trading-Down-Prozessen und dem Rückzug von Einzelhandel zu kämpfen haben. Mit städtebaulichen Entwicklungsprogrammen wie City 2030 will die Stadt Solingen diese Bereiche der Innenstadt aufwerten und neuen Nutzungen zuführen, etwa in Form von Wohnraum, Dienstleistung, Gastronomie oder Grünflächen. Profiteur der Verlagerung der Kundenströme ist der Einzelhandel am Neumarkt, an der Kölner Straße, an der Kirchstraße, am Alten Markt oder am Eiland.

## Verkehr und Infrastruktur

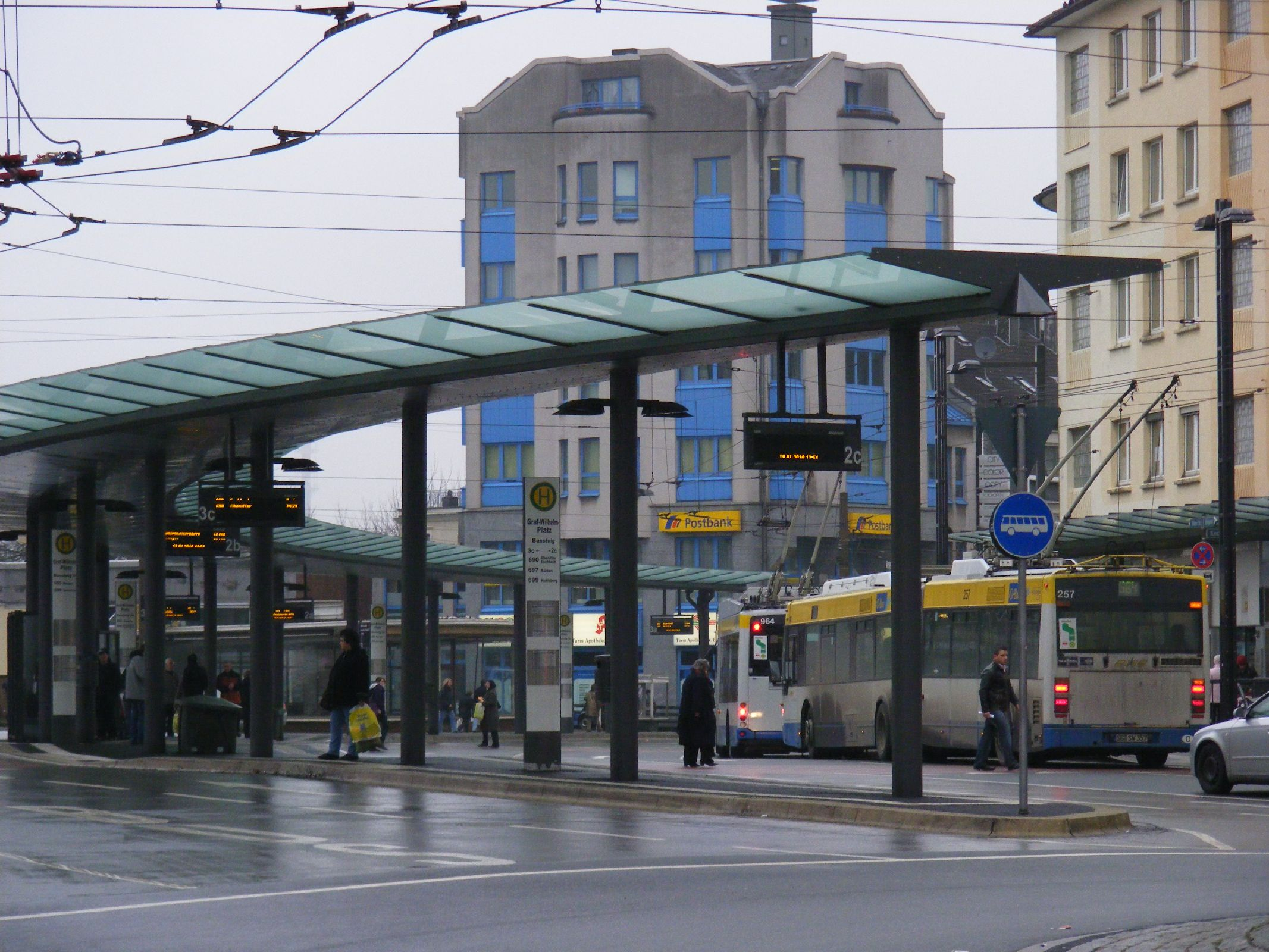
Graf-Wilhelm-Platz

### Öffentlicher Nahverkehr
Solingen-Mitte bildet für den öffentlichen Personennahverkehr der Stadt Solingen einen wichtigen Verkehrsknotenpunkt mit mehreren zentral gelegenen Haltestellen und Umstiegspunkten. Der wichtigste Busbahnhof der Stadt befindet sich in der Solinger Innenstadt am Graf-Wilhelm-Platz. Alle sieben Linien des Oberleitungsbusses Solingen sowie fast alle Stadtbuslinien der Stadtwerke Solingen verkehren am Graf-Wilhelm-Platz. Darüber hinaus bestehen Anschlüsse an Busverbindungen der WSW mobil nach Wuppertal sowie der Kraftverkehr Gebr. Wiedenhoff nach Köln und Burscheid. Auch am Mühlenplatz, am Entenpfuhl sowie am Rathaus befinden sich viel frequentierte Bushaltestellen in Solingen-Mitte, die von einigen Buslinien bedient werden.
Darüber hinaus gibt es mit dem Bahnhof Solingen-Mitte einen Anschluss an das Streckennetz der S-Bahn Rhein-Ruhr. Die dort verkehrende S-Bahn-Linie S 7 („Der Müngstener“) verbindet Solingen-Mitte mit dem Solinger Hauptbahnhof im Stadtteil Ohligs sowie über die Müngstener Brücke mit Remscheid und Wuppertal. Zusätzlich verkehrt seit Dezember 2022 der Regional-Express RE 47 („Düssel-Wupper-Express“) im Stundentakt nach Hilden, Düsseldorf und Remscheid. Der Bahnhof befindet sich etwa einen Kilometer südlich der Innenstadt, es bestehen von dort Busverbindungen unter anderem zum Graf-Wilhelm-Platz.

### Straßenverkehr

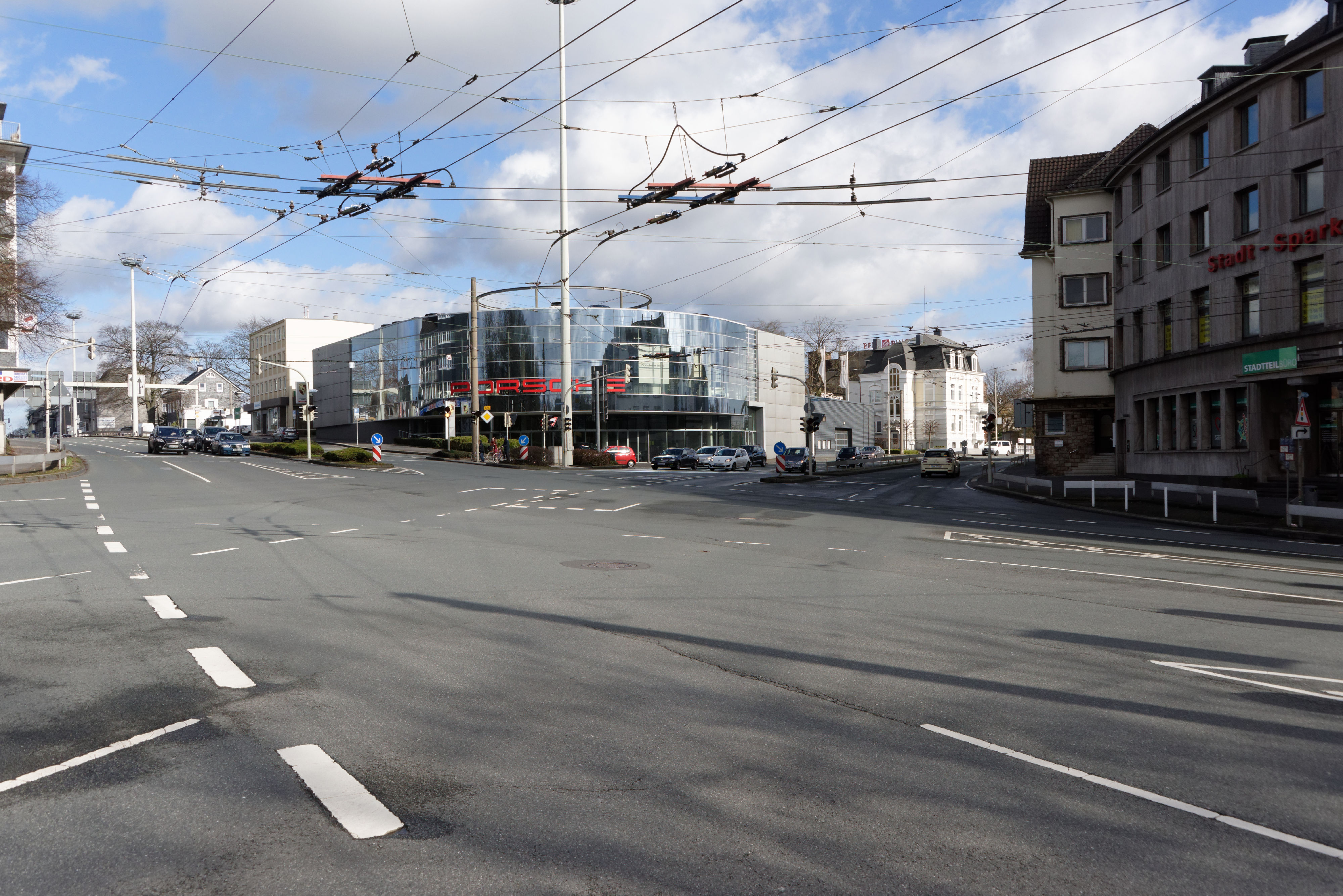
Verkehrsknoten Schlagbaum

Solingen ist nicht direkt an das Bundesautobahnnetz angeschlossen. Jedoch ist Solingen-Mitte durch die Anschlussstelle Solingen-Kohlfurth an die Landesstraße 74 angeschlossen, die wiederum an die Autobahn 46 und 535 in Wuppertal-Sonnborn angeschlossen ist. Zudem sind zwei zentrale Verbindungsstraßen in Solingen-Mitte als Bundesstraßen kategorisiert. Die Bundesstraße 224 beginnt am Werwolf und führt über Gräfrath, Wuppertal und Essen in das westliche Münsterland. Die Bundesstraße 229 beginnt in Langenfeld (Rheinland) und führt über Aufderhöhe, Höhscheid nach Solingen-Mitte, bevor sie über Remscheid ins Sauerland führt. Am Mangenberg wie auch am Frankfurter Damm besteht im Stadtbezirk Mitte Anschluss an die zur Kraftfahrstraße ausgebaute Landesstraße 141n, die Viehbachtalstraße, die das Stadtzentrum unter anderem mit Ohligs, Aufderhöhe und Merscheid verbindet.
Einer der wichtigsten Verkehrsknotenpunkte ist die Kreuzung Schlagbaum im Norden von Solingen-Mitte, außerdem die Straßenkreuzung der beiden Bundesstraßen 224 und 229 am Werwolf. Weitere wichtige Straßenverbindungen bilden die nach Burg führende Landesstraße 407 (Burger Landstraße), die Verbindung von Solingen-Mitte über Wupperhof nach Witzhelden (Landesstraße 427, Brühler Straße) sowie der Frankfurter Damm, der Solingen-Mitte mit dem Stadtteil Wald verbindet.

### Öffentliche Einrichtungen
Im Stadtbezirk Mitte befinden sich viele für die Stadt Solingen wichtige öffentliche Einrichtungen. In der Nordstadt befindet sich das seit 1937 das Rathaus der Stadt Solingen im ehemaligen Verwaltungsgebäude der Firma WKC, seit 2008 erweitert um einen großen Neubau sowie ein Nebengebäude zur Konrad-Adenauer-Straße hin. Der Platz vor dem Rathaus trägt seit 2018 den Namen Walter-Scheel-Platz. Das im Rahmen interkommunaler Zusammenarbeit entstandene Bergische Veterinär- und Lebensmittelüberwachungsamt, das auch für Remscheid und Wuppertal zuständig ist, befindet sich am Standort Dorper Straße in Solingen-Mitte. Darüber hinaus befinden sich die Psychologischen Dienste der Stadt Solingen im Gebäude Coppelstift am Rande des Kannenhofs. Ein während der Europäischen Flüchtlingskrise eingerichtetes sogenanntes Willkommenscenter für Flüchtlinge befindet sich an der Kölner Straße in der Innenstadt. Am Rande des Südparks befindet sich außerdem der Solinger Standort der Bergischen Industrie- und Handelskammer. In dem Gebäude an der Kölner Straße ist auch die Bergische Struktur- und Wirtschaftsförderungsgesellschaft ansässig.

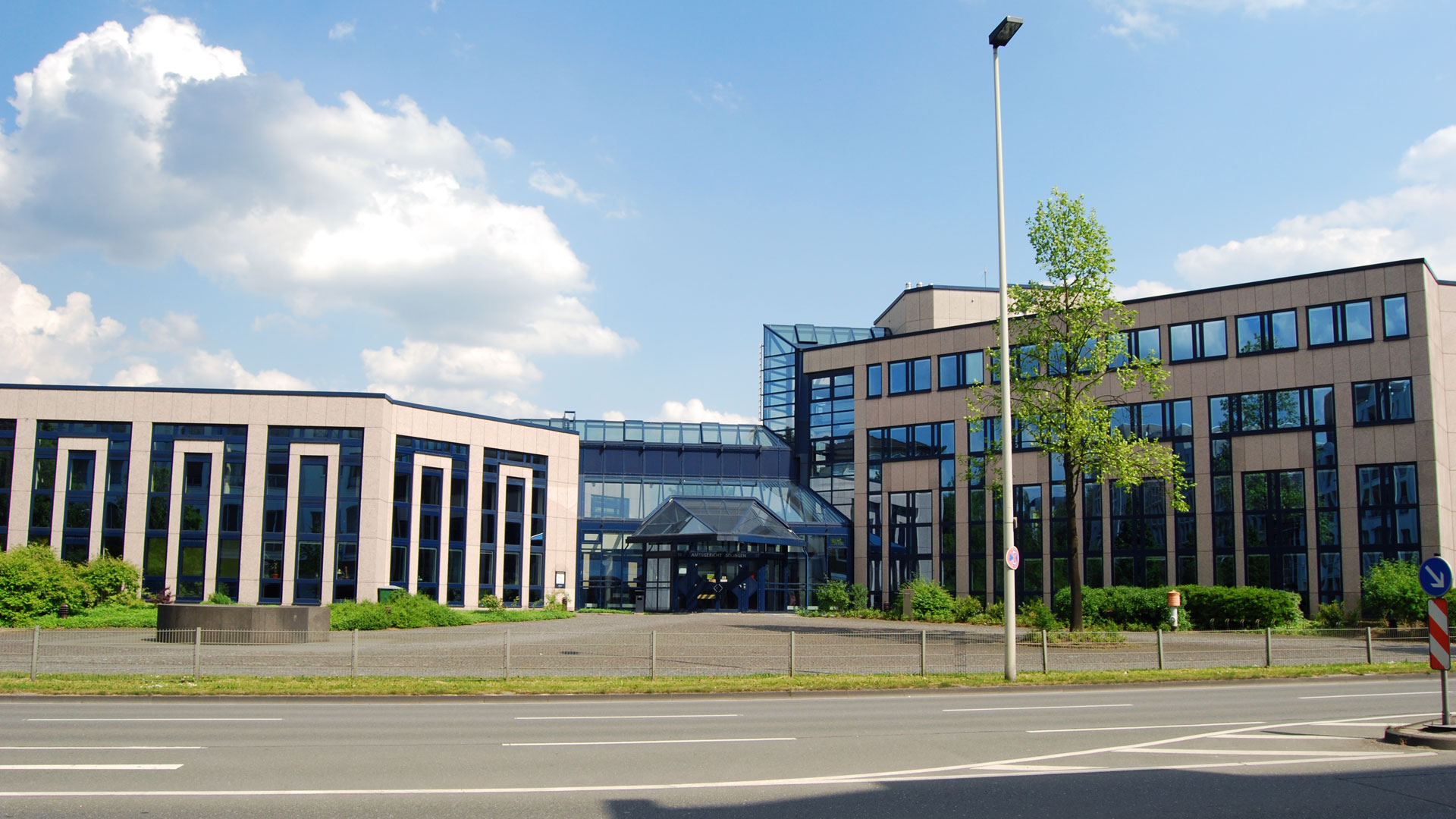
Amtsgericht Solingen

Das für Solingen zuständige Polizeipräsidium Wuppertal unterhält an der Kölner Straße in Solingen-Mitte die Polizeiinspektion Solingen. Am alten Standort der Polizeiinspektion Solingen an der Goerdelerstraße befindet sich in einem Neubau seit 2013 das Finanzamt Solingen. Das daneben liegende alte Finanzamt wird übergangsweise von einzelnen Stellen der Solinger Stadtverwaltung genutzt. Auch das Finanzamt für Groß- und Konzernbetriebsprüfung Bergisches Land hat in Solingen-Mitte, im dortigen Gewerbegebiet Gleisdreieck, seinen Sitz. Ferner befindet sich das Amtsgericht Solingen an der Goerdelerstraße in Solingen-Mitte und das Arbeitsgericht Solingen im alten Gerichtsgebäude an der Wupperstraße. Die Berufsfeuerwehr Solingen unterhält an der Katternberger Straße in Solingen-Mitte ihre Feuer- und Rettungswache I. Am Mangenberg unterhält die Freiwillige Feuerwehr Solingen ebenfalls ein Feuerwehrhaus.
Die Hauptverwaltung der Stadtwerke Solingen befindet sich nördlich von Mittelgönrath an der Beethovenstraße in Solingen-Mitte. Der Verkehrsbetrieb der Stadtwerke Solingen betreibt am Mangenberg einen Betriebshof für seine Busse und Oberleitungsbusse. Unmittelbar nebenan an der Sandstraße befindet sich das von den Technischen Betrieben Solingen betriebene Müllheizkraftwerk mit angeschlossenem Wertstoffhof. Die Entsorgung Solingen GmbH, eine Tochtergesellschaft der Technischen Betriebe Solingen, betreibt darüber hinaus am Standort Bärenloch in Solingen-Mitte neben der 2009 stillgelegten Mülldeponie einen weiteren Wertstoffhof sowie eine Mulch- und Kompostierungsanlage.

### Bildungseinrichtungen

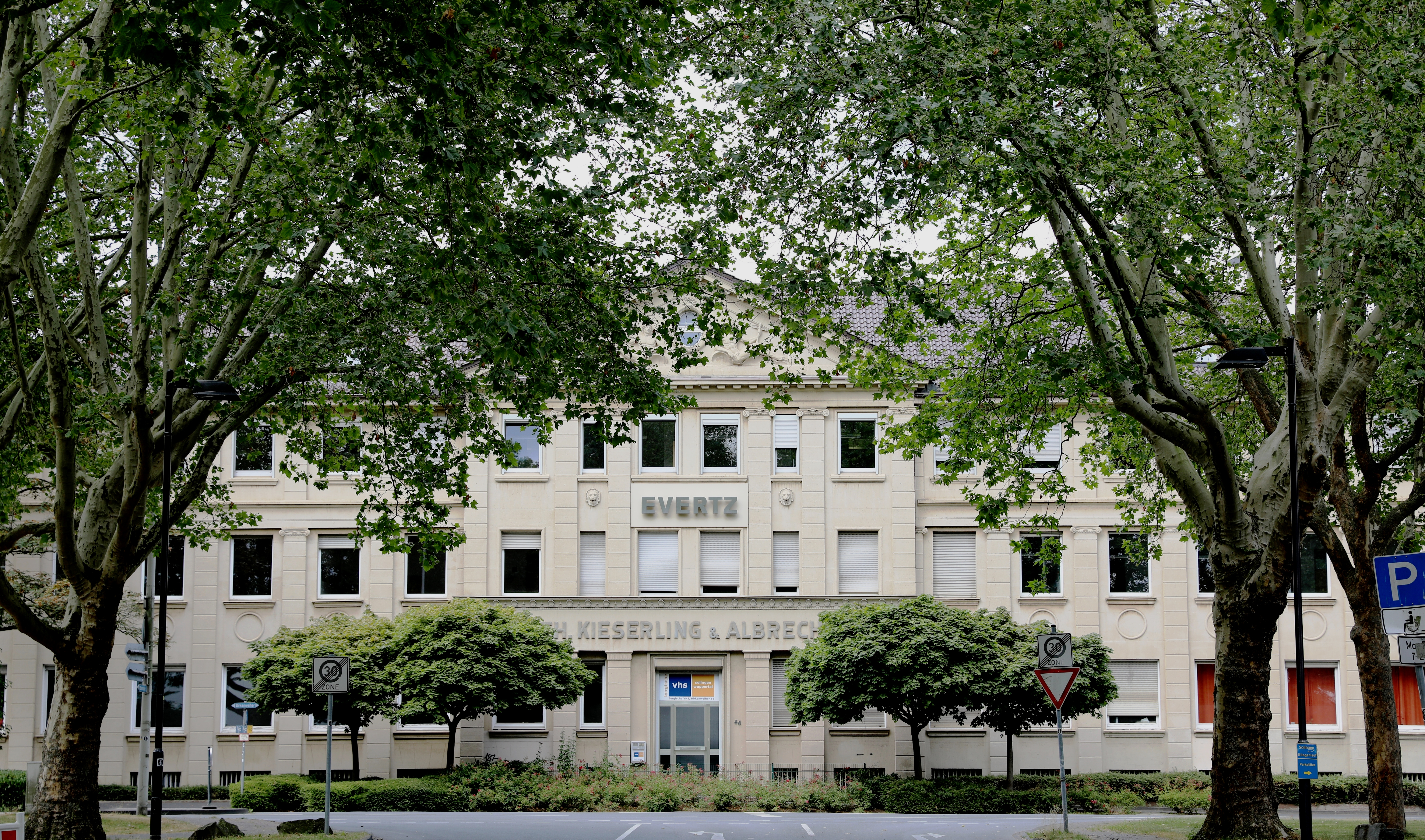
Sitz der Bergischen VHS in Solingen-Mitte

Im Solinger Stadtbezirk Mitte besteht eine vielfältige Schullandschaft. Es gibt zwei Gymnasien, die August-Dicke-Schule und das Gymnasium Schwertstraße. Am Kannenhof befindet sich die Alexander-Coppel-Gesamtschule, die ehemalige Gesamtschule Solingen. Mit der Theodor-Heuss-Schule befindet sich auch eine Realschule in Solingen-Mitte. Daneben gibt es mehrere Grundschulen im Stadtbezirk. Außerdem befinden sich in Solingen-Mitte zwei Berufsschulen, das Technische Berufskolleg Solingen und das Friedrich-List-Berufskolleg, dem das Walter-Bremer-Institut, eine Ausbildungsstelle für pharmazeutisch-technische Assistenten angegliedert ist. Am Mangenberg im Norden von Solingen-Mitte befindet sich zudem das Solinger Zentrum für schulpraktische Lehrerausbildung.
Die in Zusammenarbeit mit der Stadt Wuppertal geschaffene Bergische Volkshochschule hat ihren Hauptsitz im ehemaligen Verwaltungsgebäude der Firma Kieserling & Albrecht im Solinger Südpark. Dort ist auch die Musikschule Solingen sowie die ihr angegliederte Zentralstelle Chorgesang ansässig. Eine Bildungsstätte der Bergischen VHS wird auch in den Clemens-Galerien in der Innenstadt unterhalten. Dort befindet sich auch die Stadtbibliothek Solingen.
Der Landschaftsverband Rheinland betreibt am Standort Halfeshof in Solingen-Mitte eine Jugendhilfeeinrichtung mit 180 vollstationären Plätzen. Auf dem Campus befinden sich auch eine Förderschule und ein Berufskolleg. An der Krahenhöhe befindet sich zudem die IHK-Lehrwerkstatt der Bergischen IHK, die stadtweit genutzt wird.

## Kultur und Freizeit

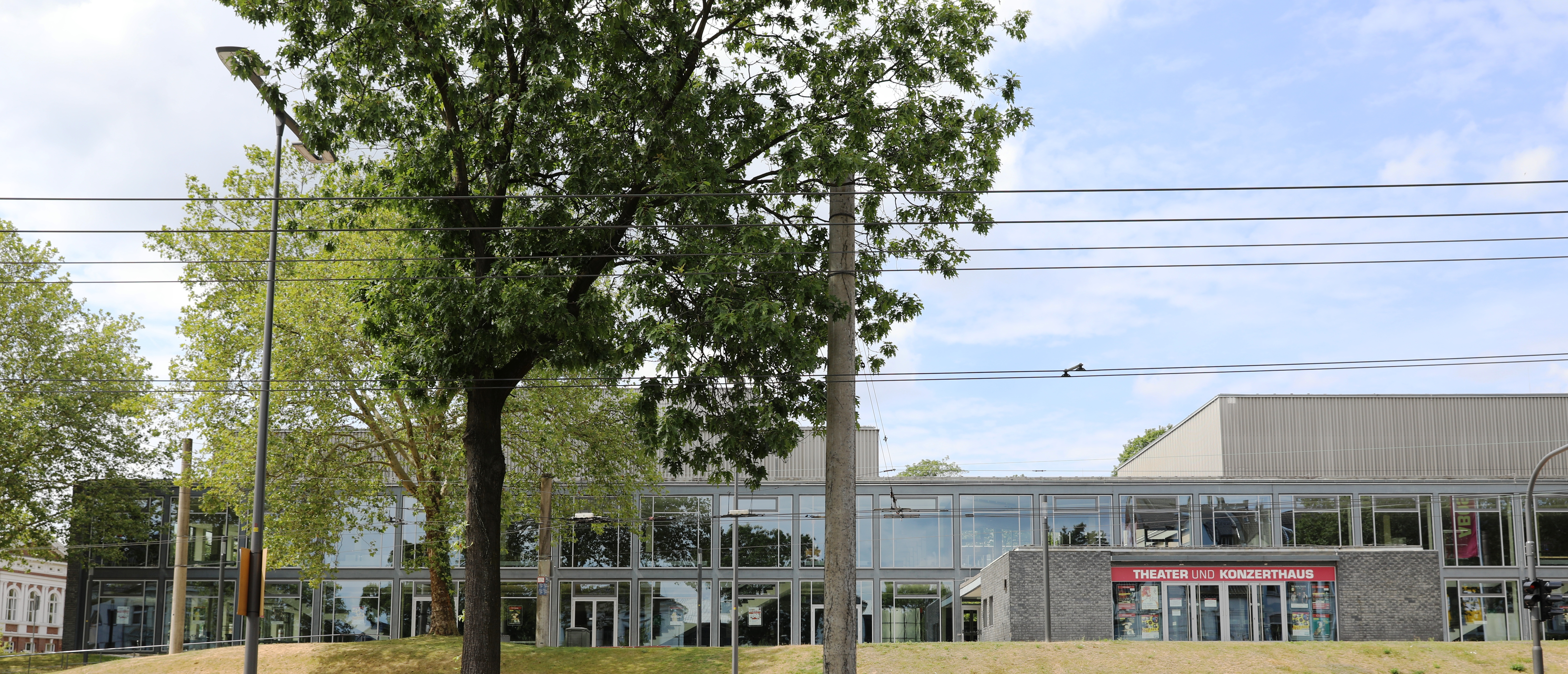
Theater und Konzerthaus

### Theater und Konzerthaus
Das Theater und Konzerthaus in der Solinger Nordstadt ist als größtes Veranstaltungsgebäude in Solingen eines der Kernbestandteile der Solinger Kulturlandschaft, das die beiden Themenbereiche Theater und Konzerthalle mit verschiedenen Sälen unter einem Dach vereint. Es befindet sich in Trägerschaft der Stadt Solingen, deren Stadtdienst Kulturmanagement es angegliedert ist. Das Gebäude mit seiner 120 Meter langen Fassade zur Konrad-Adenauer-Straße entstand im internationalen Stil mit Anklängen an den Bauhausstil. Die beiden größten Säle in dem Gebäude verfügen über 720 Sitze (Pina-Bausch-Saal) beziehungsweise 1.008 Sitze (Großer Konzertsaal).

Es entstand an gleicher Stelle, an der sich bis zum großen Brand im März 1957 die Solinger Stadthalle befand. Der Neubau des Theater und Konzerthauses konnte im Mai 1963 eingeweiht werden. Seit der letzten Umgestaltung des Vorplatzes 2017/2018 ist das Haus durch eine neue Rampe an die Umgebung angebunden, nachdem der Neubau einer sogenannten Theatertreppe, wie sie bereits ursprünglich zur Straße hin bestanden hatte, in der Bevölkerung durch eine Unterschriftenaktion abgelehnt worden war.

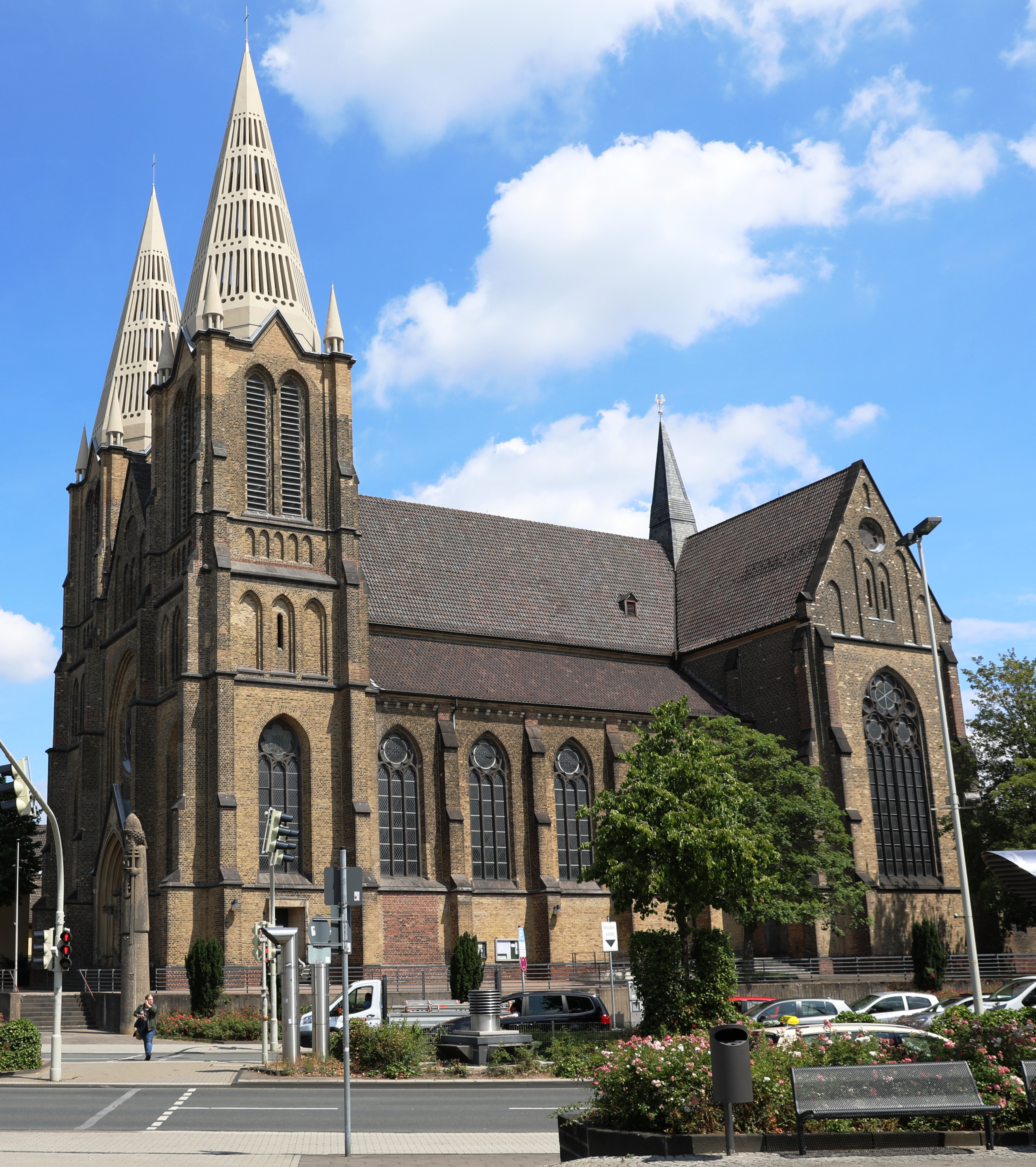
St. Clemens

### Bauwerke
Bedingt durch die Zerstörungen im Zweiten Weltkrieg und diverse Niederlegungen von Gebäuden für die Erweiterung von Verkehrsflächen in der Nachkriegszeit, unter anderem am Schlagbaum, ist in Solingen-Mitte weniger historische Bausubstanz erhalten als in anderen Teilen der Stadt. Die mehr als 1.000 Objekte zählende Denkmalliste der Stadt Solingen verzeichnet im Stadtbezirk Mitte nur rund 80 Baudenkmäler, die meisten davon außerhalb der zerstörten Altstadt. Die Luftangriffe im November 1944 schwer beschädigt überstanden hat das im Stil des Historismus entstandene Haus Tückmantel, das sich am Graf-Wilhelm-Platz befindet und im ursprünglichen Zustand wieder aufgebaut wurde. Das gilt auch für einige weitere Wohn- und Geschäftshäuser am Neumarkt sowie das Gebäude des heutigen Arbeitsgerichts. Ein Baudenkmal neuerer Zeit bildet das Gebäude der Industrie- und Handelskammer, das in den 1950er Jahren errichtet wurde.
Bedeutende Kirchen in Mitte sind die katholische St.-Clemens-Kirche mit ihren nach Kriegszerstörung im markanten Stil des Betonbrutalismus durch Dominikus Böhm rekonstruierten Doppeltürmen sowie die nach historischem Vorbild wieder aufgebaute Lutherkirche, ein neoromanischer Zentralbau am Rande des Südparks. Nach der Zerstörung der Solinger Synagoge an der Malteserstraße in der Reichspogromnacht bildet der ebenfalls in Solingen-Mitte befindliche jüdische Friedhof am Estherweg in der Nordstadt eines der letzten städtebaulichen Zeugnisse jüdischen Lebens in Solingen.
In den die Kernstadt umgebenen Hofschaften sind teils noch jahrhunderte alte Fachwerkhäuser des Bergischen Stils erhalten, von denen einige heute unter Denkmalschutz stehen. Beispielhaft ist die Hofschaft Windfeln zu nennen, die durch ihre abgeschiedene Lage an einer Stichstraße der Remscheider Straße ihren ursprünglichen Hofschaftscharakter bis heute erhalten hat. Dort ist unter anderem eine aus dem 17./18, Jahrhundert stammende Fachwerkhauszeile erhalten. Von den Kaufmannshäusern des 18. und 19. Jahrhunderts sind in Solingen-Mitte nur einzelne am Rand der Innenstadt erhalten, so etwa das 1739 erbaute Schimmelbuschhaus.:1106

### Freizeitmöglichkeiten, Parkanlagen

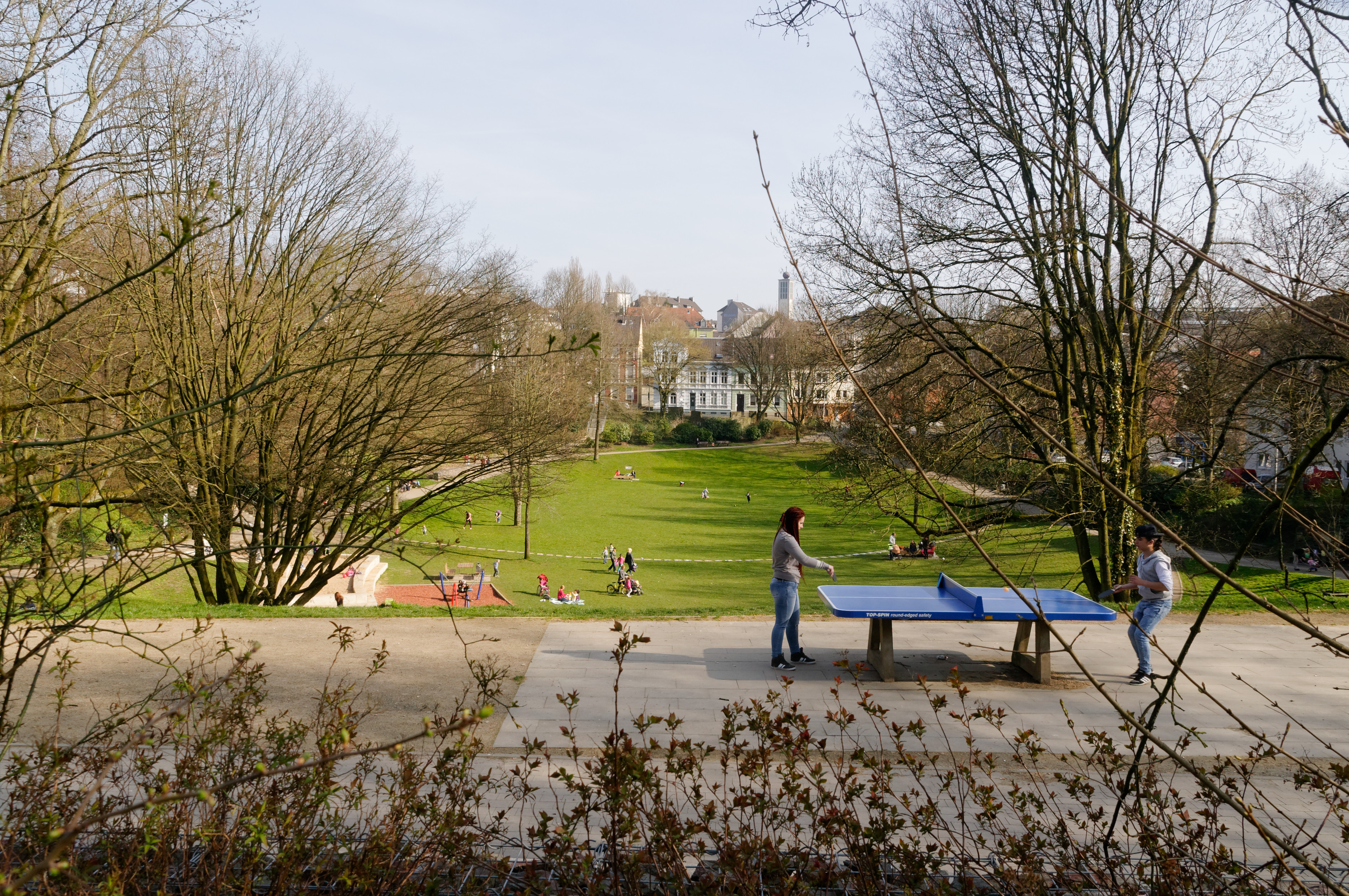
Vorspeler Anlagen

In Solingen-Mitte befindet sich der Südpark, der sich seit seiner Umgestaltung im Rahmen der Regionale 2006 zu einem Kultur-, Bildungs- und Freizeitzentrum entwickelt hat. Das Gelände des ehemaligen Hauptbahnhofs wurde zu einer Parkanlage umgestaltet, die ehemaligen Güterhallen des Bahnhofes wurden zu Künstlerateliers, in deren Kopfbau befindet sich heute das Museum Plagiarius. Das Empfangsgebäude des alten Hauptbahnhofes wurde renoviert und zum Forum Produktdesign umfunktioniert. Am Südpark befindet sich außerdem die von der Lebenshilfe Solingen betriebene Eissporthalle. Dort beginnt die zum Radwanderweg ausgebaute Korkenziehertrasse, die auf der Trasse der ehemaligen Bahnstrecke Solingen–Wuppertal-Vohwinkel entstand und über Wald und Gräfrath nach Haan führt.
Das Solinger Stadtzentrum umgeben eine Reihe von Parkanlagen. Zusammen mit dem Engelsberger Hof in Ohligs ist das im Norden von Solingen-Mitte gelegene Bärenloch eine der größten Parkanlagen in Solingen. Die Vorspeler Anlagen liegen nahe dem Weyersberg westlich der Innenstadt. Der Maltesergrund befindet sich unweit des Finanzamtes, im Osten der Innenstadt. Dort befindet sich auch das Haus der Jugend Solingen. Im Ortsteil Kannenhof befindet sich der Gustav-Coppel-Park, ab 1920 der erste Botanische Garten der Stadt Solingen. Nördlich der Krahenhöhe befindet sich außerdem die kleine Grünanlage Volksgarten.
Ein weiteres Sport- und Freizeitzentrum befindet sich am Weyersberg. Neben dem Sportbad und der Turnhalle Klingenhalle befinden sich dort der Baseballpark Weyersberg, ein Fußballplatz sowie der Jugendverkehrsgarten Solingen.

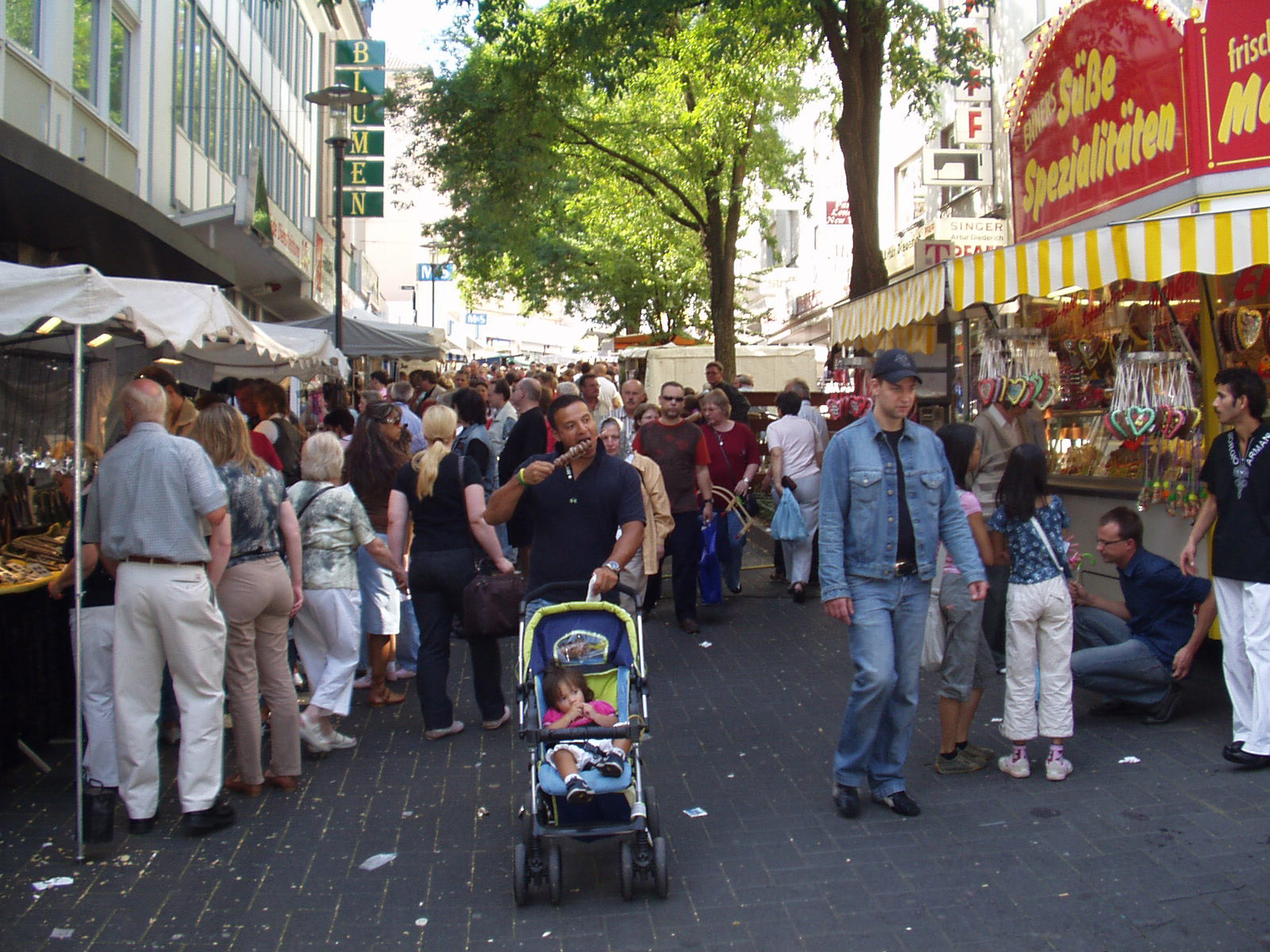
Zöppkesmarkt

### Veranstaltungen
Das größte Stadtfest der Innenstadt bildet der seit 1969 stattfindende Zöppkesmarkt. Dabei handelt es sich um einen Trödel- und Jahrmarkt, der jedes Jahr am zweiten Septemberwochenende in der gesamten Fußgängerzone stattfindet. Weitere große Kulturveranstaltungen in Solingen-Mitte sind das Nordstadtfest sowie die Sommerparty Echt.Scharf.Solingen.